# Colonnella

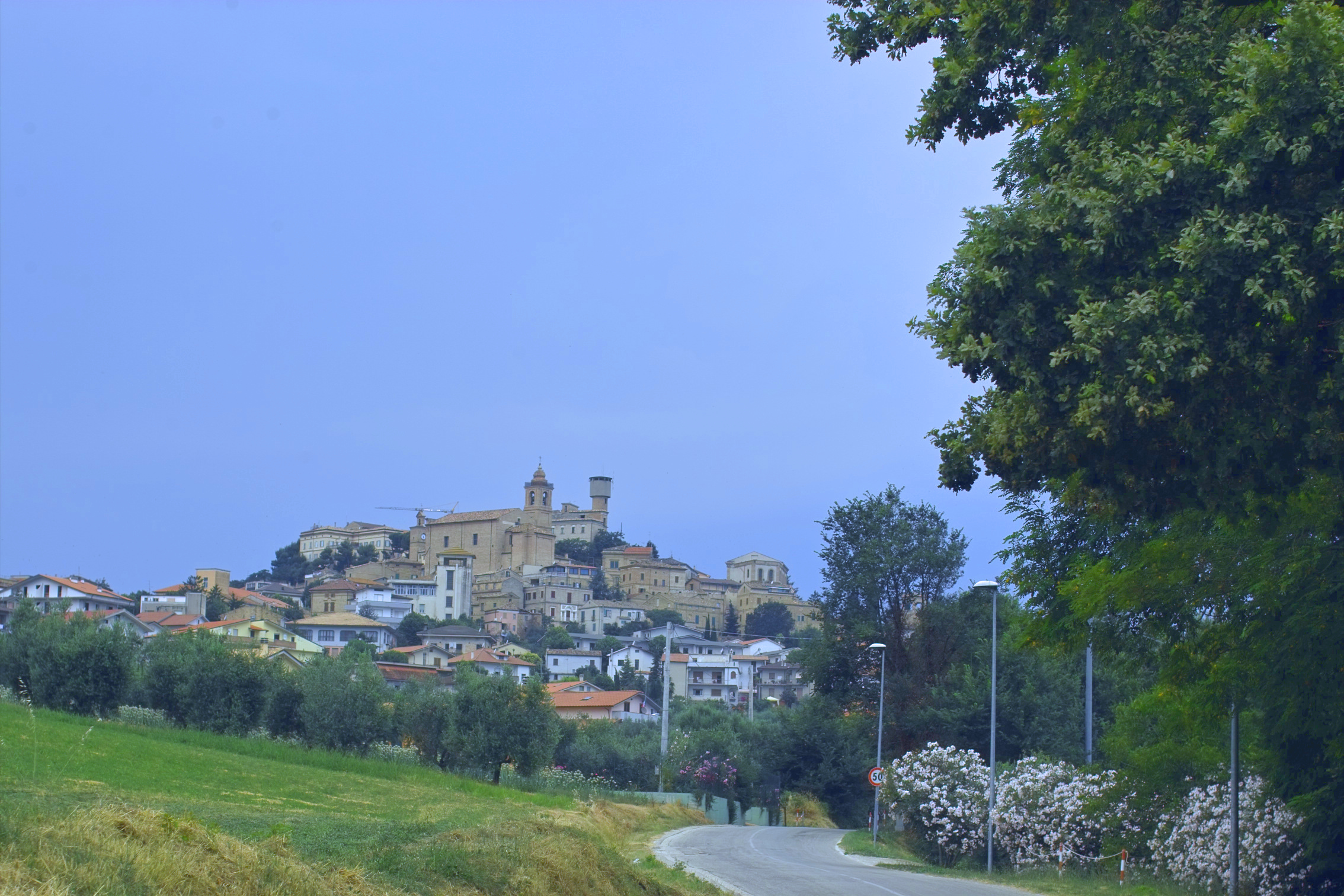
Panorama von Colonnella

Colonnella ist eine italienische Gemeinde (comune) mit 3669 Einwohnern (Stand 31. Dezember 2023) in der Provinz Teramo in den Abruzzen. Die Gemeinde liegt etwa 27,5 Kilometer nordöstlich von Teramo, etwa 22,5 Kilometer östlich von Ascoli Piceno und etwa 4,5 Kilometer westlich zur Adriaküste im Val Vibrata. Colonnella grenzt unmittelbar an die Provinz Ascoli Piceno, diese nördliche Gemeindegrenze bildet der Tronto.

## Geschichte
Das Gebiet um Colonnella wurde schon von Plinius dem Älteren beschrieben. Erstmals urkundlich erwähnt wird Colonnella allerdings erst zwischen 936 und 962 in den Chroniken von Farfa.

## Verkehr
Durch die Gemeinde führt die Adriaautobahn Autostrada A14 von Bologna Richtung Tarent.

## Gemeindepartnerschaften
- Trets, Département Bouches-du-Rhône, Frankreich